# Ялувка (гміна Сідра)
Ялувка (пол. Jałówka) — село в Польщі, у гміні Сідра Сокульського повіту Підляського воєводства.
Населення — 231 особа (2011).
У 1975-1998 роках село належало до Білостоцького воєводства.

## Демографія
Демографічна структура станом на 31 березня 2011 року:
|          | Загалом | Допрацездатний вік | Працездатний вік | Постпрацездатний вік |
| -------- | ------- | ------------------ | ---------------- | -------------------- |
| Чоловіки | 122     | 19                 | 89               | 14                   |
| Жінки    | 109     | 18                 | 61               | 30                   |
| Разом    | 231     | 37                 | 150              | 44                   |